# Andriy Melnyk
Andriy Atanasovych Melnyk (em ucraniano: Андрій Мéльник; 12 de Dezembro de 1890 – 1 de Novembro de 1964), foi um líder político e militar ucraniano.

## Vida
Nascido nos arredores de Drohobych, Galícia em uma família camponesa. Entre 1912 e 1914 estudou na Escola Superior da Agricultura em Viena. Com o início da Primeira Guerra Mundial, Melnyk serviu como oficial no exército da Áustria - Hungria e como voluntário no agrupamento dos Atiradores de Sich ucranianos, onde comandava uma companhia. No exército era tratado como "Lorde Melnyk" quer por oficiais austríacos, quer ucranianos, pelo seu conceito anglófono de cavalheirismo, visto como ideal na Europa Central.  Melnyk foi prisioneiro da guerra do exército czarista russo em 1916. Durante o cativeiro, ele ficou próximo do Yevhen Konovalets e aderiu ao movimento independentista ucraniano.
Durante a Guerra Soviético-Ucraniana, Melnyk apoiou Symon Petliura e foi promovido ao posto de coronel do exército da República Popular da Ucrânia.
Juntamente com Yevhen Konovalets, Melnyk e vários outros oficiais ucranianos fundaram a Organização dos Nacionalistas Ucranianos (OUN) em 1929. Entre 1924 e 1928 Melnyk foi preso pelas actividades da guerrilha urbana pelo governo da Segunda República da Polónia. Durante os anos 1930 ele, basicamente, retirou-se da política,  e trabalhava como o engenheiro e o responsável florestal do Metropolitano da Igreja Greco-Católica Ucraniana, Andrey Sheptytsky. Melnyk tornou-se a porta – voz do ORLO, a Organização de Juventude da Galícia. 
Após o assassinato do líder da OUN Yevhen Konovalets em 1938, a liderança da organização convidou Melnyk para encabeçar OUN, o que aconteceu em 1939.  O Grupo que escolheu Melnyk como o seu líder, possuía algumas simpatias para com Benito Mussolini, mas condenava o nazismo. 
Em 1940 a facção mais radical da OUN, baseada na Ucrânia e liderada pelo Stepan Bandera separou-se da OUN liderada no exílio pelo Melnyk. As duas organizações rivais tornaram-se conhecidas como Melnykivtsi e Banderivtsi. 
Em 1940-41, o secretário do presidente da OUN, Mykhailo Mushynsky, representou seus interesses na Espanha e estudou a possibilidade de A. Melnyk se mudar para Portugal.
Em 1944 Melnyk foi brevemente aprisionado pelo Gestapo, vários quadros do seu movimento foram fuzilados pelos nazis em Kiev, na ravina de Babi Yar.
Após a II Guerra Mundial, Melnyk viveu no Ocidente, em Luxemburgo, Alemanha Ocidental e Canada. Ele se manteve politicamente activo e encabeçava várias organizações políticas na Diáspora ucraniana. Andriy Melnyk morreu em Clervaux, Luxemburgo, com idade de 74 anos.
No final de 2006, a administração municipal de Lviv anunciou a futura transladação de restos mortais de Andriy Melnyk, Yevhen Konovalets, Stepan Bandera e outros proeminentes líderes da OUN e do UPA para a nova área no Cemitério de Lychakivskiy especialmente dedicada aos heróis da luta de libertação nacional ucraniana.